# El Carrizalito
El Carrizalito es una localidad del estado mexicano de Guanajuato. Es parte del municipio de Irapuato.

## Demografía
| Gráfica de evolución demográfica |
|                                  |

| Censo | Población |
| ----- | --------- |
| 1900  | 951       |
| 1910  | 847       |
| 1921  | 456       |
| 1930  | 576       |
| 1940  | 577       |
| 1950  | 489       |
| 1960  | 935       |
| 1970  | 1 159     |
| 1980  | 1 165     |
| 1990  | 1 809     |
| 2000  | 2 002     |
| 2010  | 2 492     |
| 2020  | 2 887     |